# Raúl Mena
Raúl Hernan Mena Pedroza (* 22. Juli 1995 in Barranquilla) ist ein kolumbianischer Leichtathlet, der vor allem im 400-Meter-Lauf an den Start geht, aber auch im Weitsprung startet.

## Sportliche Laufbahn
Erste internationale Erfahrungen sammelte Raúl Mena im Jahr 2016, als er bei den U23-Südamerikameisterschaften in Lima im Weitsprung mit 7,61 m die Silbermedaille hinter dem Brasilianer Higor Alves gewann und auch mit der kolumbianischen 4-mal-100-Meter-Staffel gewann er in 40,70 s die Silbermedaille hinter Brasilien. 2019 gewann er dann bei den Südamerikameisterschaften ebendort mit einer Weite von 7,66 m die Bronzemedaille hinter dem Uruguayer Emiliano Lasa und Paulo Sérgio Oliveira aus Brasilien. 2021 startete er bei den Südamerikameisterschaften in Guayaquil über 400 Meter und gewann dort mit neuer Bestleistung von 46,58 s die Bronzemedaille hinter dem Venezolaner Kelvis Padrino und Lucas Carvalho aus Brasilien. In der erstmals ausgetragenen Mixed-Staffel siegte er in 3:21,38 min gemeinsam mit Nicolás Salinas, Angie Palacios und Jennifer Padilla und in der 4-mal-400-Meter-Staffel gewann er in 3:08,15 min gemeinsam mit Kevin Mina, Nicolás Salinas und Fanor Escobar die Silbermedaille hinter dem brasilianischen Team. Anschließend verpasste er mit der Männerstaffel bei den Olympischen Sommerspielen in Tokio mit 3:03,20 min den Finaleinzug. Im Jahr darauf schied er bei den Juegos Bolivarianos in Valledupar mit 21,63 s im Vorlauf über 200 Meter aus und siegte in 3:06,61 min in der 4-mal-400-Meter-Staffel. Im Oktober nahm er an den Südamerikaspielen in Asunción teil und gewann dort in 3:09,40 min gemeinsam mit Nicolás Salinas, Kevin Mina und Neiker Abello die Bronzemedaille hinter den Teams aus Venezuela und Brasilien und auch in der Mixed-Staffel sicherte er sich in 3:22,87 min gemeinsam mit Nicolás Salinas, Lina Licona und Rosangélica Escobar die Bronzemedaille hinter Brasilien und Ecuador.
2023 belegte er bei den Zentralamerika- und Karibikspielen in San Salvador in 3:10,17 min den fünften Platz in der 4-mal-400-Meter-Staffel und anschließend gelangte er bei den Südamerikameisterschaften in São Paulo mit 3:06,63 min auf Rang vier.
2021 wurde Mena kolumbianischer Meister in der 4-mal-400-Meter-Staffel.

## Persönliche Bestleistungen
- 200 Meter: 20,81 s (+1,2 m/s), 27. März 2022 in Bogotá
- 400 Meter: 46,58 s, 29. Mai 2021 in Guayaquil
- Weitsprung: 7,72 m (+1,7 m/s), 24. Juli 2016 in Bogotá